# Lothar Schubert
Lothar Schubert es un deportista de la RDA que compitió en piragüismo en la modalidad de eslalon. Ganó tres medallas en el Campeonato Mundial de Piragüismo en Eslalon, en los años 1955 y 1959.

## Palmarés internacional
| Campeonato Mundial | Campeonato Mundial | Campeonato Mundial | Campeonato Mundial |
| Año                | Lugar              | Medalla            | Competición        |
| ------------------ | ------------------ | ------------------ | ------------------ |
| 1957               | Augsburgo (RFA)    | Medalla de bronce  | C2 por equipos     |
| 1959               | Ginebra (Suiza)    | Medalla de oro     | C2 por equipos     |
| 1959               | Ginebra (Suiza)    | Medalla de bronce  | C2 individual      |